# ایهار مایستورکا
ایهار مایستورکا (بلاروسی: Ігар Анатольевіч Майстрэнка؛ زادهٔ ۲۱ نوامبر ۱۹۵۹) قایقران روئینگ اهل بلاروس است.